# 木造俊茂
木造 俊茂（こづくり とししげ）は、室町時代後期の武将・公家。木造家6代当主。参議・木造政宗の子。

## 概要
明応4年（1495年）参議・木造政宗の子として生まれる。明応9年（1500年）従五位下に叙爵し、永正2年（1505年）侍従に任ぜられる。
左近衛少将・中将を経て、大永6年（1526年）参議兼左近衛中将として公卿に列し、享禄3年（1530年）従三位に叙せられた。この間、享禄元年（1528年）から3年がかりで居城・木造城を改修したとされる。あるいは、北畠顕俊がかつて木造村字稲垣に築いていた木造城の地が堅固でないとして、同村字城に遷したともいう
天文2年（1533年）に出家した。のち、子息の具康を殺害したという。

## 官歴
『公卿補任』による。
- 明応9年（1500年） 6月16日：叙爵（従五位下）
- 永正2年（1505年） 正月10日：侍従
- 永正6年（1509年） 12月18日：従五位上
- 時期不詳：左近衛少将
- 永正9年（1512年） 2月9日：正五位下
- 永正11年（1514年） 8月29日：従四位下
- 永正12年（1515年） 9月13日：左近衛中将
- 永正16年（1519年） 11月13日：従四位上
- 大永2年（1522年） 8月11日：正四位下
- 大永6年（1526年） 2月20日：参議、左近衛中将兼帯
- 享禄3年（1530年） 12月29日：従三位
- 天文2年（1533年） 日付不詳：出家

## 系譜
- 父：木造政宗[1]
- 母：不詳
- 生母不詳の子女
  - 男子：木造具康[4]
  - 男子：滝川雄親?[4]（1543-1610）
- 養子女
  - 養子：木造具政（1530-?）[4] - 北畠晴具の三男